# Wapen van Lopik
Het wapen van Lopik is het wapen van de Utrechtse gemeente Lopik. Sinds de verlening van het wapen in 1818 heeft het, ondanks twee aanpassingen aan het wapen, altijd een keizerskroon vertoond.

## Geschiedenis
Op 11 september 1818 werd het eerste gemeentelijke wapen door de Hoge Raad van Adel aan de toenmalige gemeente Lopik toegekend. Het wapen was gelijk aan het wapen van het kapittel van Sint Marie uit Utrecht, dit kapittel heeft de heerlijkheid Lopik in haar bezit gehad.
In 1943 fuseerde de gemeente met de gemeentes Willige Langerak en Jaarsveld. Twee jaar later werd een aanpassing aan het wapen aangevraagd, welke op 19 oktober 1948 verleend werd. Dit nieuwe wapen toonde de wapens van de drie gemeentes, omdat het wapen van Willige Langerak de wapens van Utrecht en Brederode vertoonde werden deze over twee kwartieren verdeeld. De gemeente heeft eigenlijk een wapen aangevraagd waarvan het vierde kwartier (rechtsonder) een landschap vertoonde in plaats van het wapen van Jaarsveld.
In 1989 ging de gemeente Lopik samen met de gemeentes Benschop en Polsbroek, op 25 juni 1990 werd het wapen voor de nieuwe, en huidige, gemeente Lopik verleend. De Hoge Raad van Adel verleende het wapendiploma op 17 oktober 1990 aan de gemeente.

### Herkomst huidige wapen
Het huidige wapen bestaat uit een aantal onderdelen van wapens van gemeentes die in de huidige gemeente Lopik op zijn gegaan. Het gaat hierbij om de dwarsbalk, schuinbalk en hartschild.
Dwarsbalk
De dwarsbalk komt uit het wapen van Benschop. Het wapen is een gouden schild met daaroverheen een zwarte dwarsbalk, met daaroverheen weer een geblokte schuinbalk.
Schuinbalk
De schuinbalk komt uit het wapen van Polsbroek, een gouden schild met daarop de geblokte schuinbalk. De schuinbalk komt ook voor in het wapen van Benschop, maar om de wapens gelijk te verdelen over de drie fusiegemeentes telt die niet mee.
Hartschild
Dit is het wapen van de eerste gemeente Lopik en van het kapittel van Sint Marie.

## Blazoeneringen
De gemeente heeft het wapen tweemaal aan laten passen, daardoor zijn er drie officiële beschrijvingen ontstaan.

### Eerste wapen
Op 11 september 1818 verkreeg de toenmalige gemeente Lopik het eerste wapen met daarbij de volgende omschrijving:
Van lazuur een keizerskroon gevoerd van keel
Het schild van het wapen is blauw van kleur, op het wapen wordt een zogenaamde keizerskroon getoond. De voering van de kroon is rood van kleur, de kroon zelf is van goud. De rand van de kroon bestaat uit drie fleurons met daartussen twee parels.

### Tweede wapen
Het tweede wapen had als beschrijving:
Gevierendeeld: I in blauw een keizerskroon, gevoerd van rood, II in goud een leeuw van rood, getongd en genageld van blauw, vergezeld van een barensteel van hetzelfde, III geschuind van zilver en rood, IV gedwarsbalkt van 6 stukken van vair en rood.
Het schild bestaat uit vier delen. Het eerste deel is blauw van kleur met daarop een keizerskroon,het is gelijk aan het vorige wapen. Het tweede deel is geel van kleur met daarop een rode leeuw met blauwe nagels en tong, boven de leeuw een blauwe barensteel. Het derde deel is schuin gedeeld, van rechtsboven naar linksonder (voor de kijker van linksboven naar rechtsonder), van rood en zilver, rood onder en zilver boven. Het derde deel is hiermee gelijk aan het wapen van de stad Utrecht. Het vierde deel is het wapen van Margriet Uten Goye, dit wapen stamt uit 1322 en was eveneens het wapen van Jaarsveld.

### Derde wapen
Het huidige en daarmee derde wapen van de gemeente Lopik heeft de volgende beschrijving:
In goud een schuinbalk geschaakt van keel en zilver, gaande over een dwarsbalk van sabel; in een hartschild van azuur een keizerskroon van goud, gevoerd en met een muts van keel.
Het derde wapen bestaat daarmee uit een gouden schild waarover twee balken lopen: een zwarte dwarsbalk met daaroverheen een rood-zilver geblokte schuine balk. Over de twee balken is een blauw hartschild geplaatst, dit hartschild is gelijk aan het eerste wapen van de gemeente Lopik.

## Verwante wapens
De volgende wapens zijn verwant aan ten minste een van de wapens van Lopik:

Wapen van Benschop
Wapen van Noord-Polsbroek
Wapen van Polsbroek
Wapen van Ruwiel
Wapen van IJsselstein
Wapen van Jaarsveld
Wapen van Houten (1928)
Wapen van Willige Langerak
Wapen van het Huis Brederode